# Allmän kemi
Allmän kemi är ett samlingsbegrepp för områden inom kemi som anses särskilt grundläggande. Till allmän kemi räknas bland annat atomens uppbyggnad, substansmängdsbegreppet och stökiometri, huvudprinciperna för kemisk bindning, periodiska systemet, kemisk jämvikt, syror och baser samt grundläggande reaktionskinetik. Det som ingår i allmän kemi är ofta hämtat från atomfysik och fysikalisk kemi.